# 옥대신영
《옥대신영(玉臺新詠)》은 중국 육조 시대의 시선집이다. 진(陳)나라 서릉(徐陵) 편으로 10권. 이 책은 처음 양(梁)의 간문제가 태자 때에 당시 유행하고 있던 염시(艶詩, 궁체라고 함)를 수집(蒐集)하고, 만년에는 양 이전 한위(漢魏) 이후의 작품까지 넓혀서 편찬했다고 한다. '옥대(玉臺)'란 말이 미인의 집을 가리키는 것과 같이 수록된 시의 내용은 남녀의 애정(愛情)에 관한 것뿐이며 시풍도 염려(艶麗)하다. 《문선》이 각 문학의 정수를 뽑아 전아(典雅)한 것을 모은 것과는 근본적으로 다르다. 권1에서 권6까지는 한(漢)에서 위(魏)까지의 5언시, 권7은 양의 황족, 권8은 양의 여러 시인의 5언시, 권9는 잡언체(雜言體), 권10은 5언4구(후의 절구체)로 되어 있다.

## 같이 보기
- 양 간문제
- 육조 시대